# Love & Other Mysteries
Love & Other Mysteries je sólové studiové album Kena Hensleyho, vydané v květnu 2012 pod značkou Esoteric Recordings. Album produkovali Hensley a Dani Saiz. Na albu zpívá více zpěváků, mezi něž patří například i Glenn Hughes.

## Seznam skladeb
Autorem všech skladeb je Ken Hensley.
| Pořadí | Název                                      | Zpěv                               | Délka |
| ------ | ------------------------------------------ | ---------------------------------- | ----- |
| 1.     | (This) Bleeding Heart                      | Ken Hensley                        | 4:4   |
| 2.     | Romance                                    | Glenn Hughes & Santra Salkova      | 4:53  |
| 3.     | (Please) Tell Me When                      | Sarah Rope                         | 4:41  |
| 4.     | No Matter                                  | Irene Fornaciari & Roberto Tiranti | 2:54  |
| 5.     | Come to Me                                 | Ken Hensley                        | 3:47  |
| 6.     | This House                                 | Ken Hensley                        | 3:58  |
| 7.     | Walk Away                                  | Ken Hensley                        | 2:43  |
| 8.     | Eyes (The Girl In The Purple Dress)        | Ken Hensley                        | 3:48  |
| 9.     | Respiro Tu Amor (překlad: Alejandro Salas) | Roberto Tiranti                    | 2:50  |
| 10.    | Little Guy                                 | Irene Fornaciari & Roberto Tiranti | 3:48  |

## Obsazení
- Ken Hensley
- Dani Saiz
- Pau Shafer – klavír, akordeon
- Juan Carlos Garcia – bicí, perkuse
- Antonio Fidel – baskytara
- Ovidio Lopez – kytara
- Armando Garcia – housle
- Herbert Perez Jones – housle
- Lesster Mejia Ercia – viola
- Romany Cana Flores – viloncello
- Patxi Urchegui – kornet
- Matt Dela Pola – aranže
- Paco Garcia – kytara
- Angel Diaz – perkuse
- Sarah Rope – doprovodný zpěv
- Irene Forniciari – doprovodný zpěv
- Roberto Trinati – doprovodný zpěv
- Claudia Flores – doprovodný zpěv